# گائو هوآن
گائو هوآن یا قائو خوآن یک فرمانده چینی‌تبار از سلسله وی شمالی بود. این سلسله از تبار بومیان چین نبودند و ریشه در اقوام بیابانگرد صحرای گبی به نام شیان‌بی‌ها داشتند. در سال ۵۳۴ میلادی گائو هوآن دست به شورش زد و پایتخت، لوئویانگ، را تصرف کرد و پادشاهی دست‌نشانده تعیین کرد اما پادشاه به شهر چانگ‌آن در غرب متواری شد که تحت کنترل فرماندهی به نام یوی‌وین‌تایا بود. به این ترتیب قلمروی وی شمالی به دو قسمت شرقی و غربی تقسیم شد. گائو هوآن برای مقابله با رقیب خود در وی غربی، یوی‌وین‌تایا، به دنبال اتحاد با آنا هوان، خان روران‌ها، و کوال‌یو، شاه توگون، رفت اما موفقیتی کسب نکرد. به دنبال این سلسله وی غربی برای مقابله با گائو هوآن با بومین خاقان متحد شد که او نخستین خان گوک‌ترک به شمار می‌رود.